# 马库斯·吉斯多尔
马库斯·吉斯多尔（德語：Markus Gisdol，1969年8月17日—）是一位德国前足球运动员及现任足球教练。

## 球员生涯
吉斯多尔作为出产自盖斯林根青年军的中场球员，于1987年首次代表一线队在巴登-符腾堡足球高级联赛中登场亮相。至1990年，他共获得70次出场机会并射入8球。在1990年夏天，吉斯多尔加盟另一家高级联赛俱乐部罗伊特林根，至1992年离队前共参加了30场比赛及射入3球。1992年，他重返盖斯林根，在当季联赛上阵33场及射入5球。随后，吉斯多尔于次年转投联赛竞争对手普福尔茨海姆，但仅参加了19场比赛及射入2球，他遂于一年后再度转会至伊勒河畔奥。由于受到严重的膝伤困扰，年仅27岁的吉斯多尔便选择了在当时仍处巴伐利亚足球州级联赛的伊勒河畔奥队内挂靴。

## 教练生涯
1997年，吉斯多尔开始投身教练岗位，并担当萨拉赫（TSG Salach）的主教练直至1999年。随后，他又分别从2000年至2002年执教库亨（FTSV Kuchen）、从2002年至2005年执教盖斯林根以及从2005年至2007年执教斯图加特U-17队。在2007年夏天，他又加盟索嫩霍夫大阿斯帕赫，但在同年11月与俱乐部董事会发生矛盾后辞职。至2008-09赛季，吉斯多尔开始接手乌尔姆，并率队在新成立的南部地区联赛中以积分榜第七位完赛。赛季结束后，他再次离开乌尔姆并转投霍芬海姆，在那里他负责执掌二队。2011年3月，吉斯多尔来到沙尔克04，成为时任主帅拉尔夫·朗尼克的助理教练，并在此后也曾辅佐继任主帅胡布·斯蒂文斯。2013年4月2日，吉斯多尔火线入替刚被解雇的马尔科·库尔茨，接过当时位列德甲积分榜末席的霍芬海姆的教鞭，并签署了一份为期三年，至2015年4月16日止的合同。他在该队的首秀便以3比0战胜杜塞尔多夫。而通过在升、降级附加赛对阵凯泽斯劳滕的两回合比赛胜利，吉斯多尔率领霍芬海姆成功实现保级。
2015年4月16日，吉斯多尔与霍芬海姆续约至2018年。至2015年10月26日，吉斯多尔因带队成绩不佳而遭解雇，其原职位由胡布·史提芬斯所接替。

### 执教数据
最後更新：2015年4月7日
| 俱乐部             | 自           | 至             | 成绩 | 成绩 | 成绩 | 成绩 | 成绩  | 成绩          |
| 俱乐部             | 自           | 至             | 场   | 胜   | 平   | 负   | 胜%   | 注            |
| ------------------ | ------------ | -------------- | ---- | ---- | ---- | ---- | ----- | ------------- |
| 盖斯林根           | 2002年7月1日 | 2005年6月30日  | —    | —    | —    | —    | —     | —             |
| 索嫩霍夫大阿斯帕赫 | 2007年7月1日 | 2007年11月10日 | 14   | 6    | 4    | 4    | 42.86 | [ 18 ]        |
| 乌尔姆             | 2008年7月1日 | 2009年6月30日  | 34   | 13   | 14   | 7    | 38.24 | [ 20 ]        |
| 霍芬海姆二队       | 2009年7月1日 | 2011年3月23日  | 57   | 33   | 13   | 11   | 57.89 | [ 22 ] [ 23 ] |
| 霍芬海姆           | 2013年4月2日 | 2015年10月26日 | 96   | 35   | 24   | 37   | 36.46 | [ 25 ]        |
| 总计               | 总计         | 总计           | 201  | 87   | 55   | 59   | 43.28 | —             |